# Spaans voetbalelftal onder 20 (mannen)
Het Spaans voetbalelftal onder 20 is een voetbalelftal voor spelers onder de 20 jaar met de Spaanse nationaliteit. Spelers die ouder zijn mogen echter wel meedoen als zij maximaal 20 jaar zijn op het moment dat de kwalificatie voor een toernooi begint. Het team vertegenwoordigt de Spaanse voetbalbond (RFEF) op het Wereldkampioenschap onder 20 jaar en op de Middellandse Zeespelen. Het WK onder 20 jaar wordt gezien als het belangrijkste jeugdtoernooi van de FIFA en wordt om de twee jaar gehouden. De Middellandse Zeespelen worden om de vier jaar gehouden.

## Resultaten op het Wereldkampioenschap onder 20 jaar
| FIFA WK onder 20 | FIFA WK onder 20    | FIFA WK onder 20    | FIFA WK onder 20    | FIFA WK onder 20    | FIFA WK onder 20    | FIFA WK onder 20    | FIFA WK onder 20    | FIFA WK onder 20    |
| Jaar             | Ronde               | Positie             | GW                  | W                   | G                   | V                   | G                   | TG                  |
| ---------------- | ------------------- | ------------------- | ------------------- | ------------------- | ------------------- | ------------------- | ------------------- | ------------------- |
| 1977             | Groepsfase          | 7e                  | 3                   | 1                   | 1                   | 1                   | 3                   | 3                   |
| 1979             | Kwartfinale         | 6e                  | 4                   | 2                   | 1                   | 1                   | 3                   | 2                   |
| 1981             | Groepsfase          | 13e                 | 3                   | 0                   | 2                   | 1                   | 5                   | 7                   |
| 1983             | Niet gekwalificeerd | Niet gekwalificeerd | Niet gekwalificeerd | Niet gekwalificeerd | Niet gekwalificeerd | Niet gekwalificeerd | Niet gekwalificeerd | Niet gekwalificeerd |
| 1985             | Tweede plaats       | 2e                  | 6                   | 2                   | 2                   | 2                   | 8                   | 8                   |
| 1987             | Niet gekwalificeerd | Niet gekwalificeerd | Niet gekwalificeerd | Niet gekwalificeerd | Niet gekwalificeerd | Niet gekwalificeerd | Niet gekwalificeerd | Niet gekwalificeerd |
| 1989             | Groepsfase          | 15e                 | 3                   | 1                   | 0                   | 2                   | 4                   | 7                   |
| 1991             | Kwartfinale         | 7e                  | 4                   | 2                   | 1                   | 1                   | 8                   | 3                   |
| 1993             | Niet gekwalificeerd | Niet gekwalificeerd | Niet gekwalificeerd | Niet gekwalificeerd | Niet gekwalificeerd | Niet gekwalificeerd | Niet gekwalificeerd | Niet gekwalificeerd |
| 1995             | Vierde plaats       | 4e                  | 6                   | 4                   | 0                   | 2                   | 19                  | 12                  |
| 1997             | Kwartfinale         | 7e                  | 5                   | 4                   | 0                   | 1                   | 10                  | 3                   |
| 1999             | Kampioen            | 1e                  | 7                   | 5                   | 2                   | 0                   | 16                  | 5                   |
| 2001             | Niet gekwalificeerd | Niet gekwalificeerd | Niet gekwalificeerd | Niet gekwalificeerd | Niet gekwalificeerd | Niet gekwalificeerd | Niet gekwalificeerd | Niet gekwalificeerd |
| 2003             | Tweede plaats       | 2e                  | 7                   | 5                   | 0                   | 2                   | 8                   | 4                   |
| 2005             | Kwartfinale         | 7e                  | 5                   | 4                   | 0                   | 1                   | 17                  | 4                   |
| 2007             | Kwartfinale         | 5e                  | 5                   | 3                   | 2                   | 0                   | 13                  | 8                   |
| 2009             | Achtste finale      | 11e                 | 4                   | 3                   | 0                   | 1                   | 14                  | 3                   |
| 2011             | Kwartfinale         | 5e                  | 5                   | 3                   | 2                   | 0                   | 13                  | 4                   |
| 2013             | Kwartfinale         | -                   | 5                   | 4                   | 0                   | 1                   | 9                   | 4                   |
| Totaal           | 1 Kampioenschap     | 15/19               | 72                  | 43                  | 13                  | 16                  | 150                 | 77                  |

## Spelers

### Meeste interlands
| Rank | Speler                 | Club(s)                 | Jaar      | Caps |
| ---- | ---------------------- | ----------------------- | --------- | ---- |
| 1    | Pablo Couñago          | Celta de Vigo, Numancia | 1998–1999 | 13   |
| 1    | Jaime Gavilán          | Valencia, Tenerife      | 2003–2005 | 13   |
| 1    | Francisco Javier Jusué | Osasuna                 | 1998–1999 | 13   |
| 4    | Pablo Orbaiz           | Osasuna                 | 1998–1999 | 12   |
| 4    | Rubén Suárez           | Sporting de Gijón       | 1998–1999 | 12   |
| 6    | Sergio García          | Barcelona               | 2003      | 11   |
| 6    | Aarón Ñíguez           | Rangers, Celta de Vigo  | 2009      | 11   |
| 6    | Daniel Parejo'         | Real Madrid, Getafe     | 2009      | 11   |
| 6    | Carlos Peña            | Barcelona               | 2003      | 11   |
| 6    | Israel Puerto          | Sevilla                 | 2012–2013 | 11   |
| 6    | Juan Francisco Torres  | Real Madrid             | 2003–2005 | 11   |

### Topscorers
| Rank | Speler            | Club(s)                  | Jaar      | Goals |
| ---- | ----------------- | ------------------------ | --------- | ----- |
| 1    | Joseba Etxeberria | Real Sociedad            | 1995      | 7     |
| 1    | Sergio García     | Barcelona                | 2003      | 7     |
| 1    | Aarón Ñíguez      | Rangers, Celta de Vigo   | 2009      | 7     |
| 4    | Pablo Couñago     | Celta de Vigo, Numancia  | 1998–1999 | 6     |
| 5    | Fernando Llorente | Athletic Bilbao          | 2005      | 5     |
| 5    | Adrián López      | Deportivo La Coruña      | 2007      | 5     |
| 5    | Jesé Rodríguez    | Real Madrid              | 2013      | 5     |
| 5    | Álvaro Vázquez    | Espanyol                 | 2011      | 5     |
| 9    | Emilio Nsue       | Castellón, Real Sociedad | 2009      | 4     |
| 9    | David Silva       | Eibar                    | 2005      | 4     |
| 9    | Ismael Urzaiz     | Real Madrid              | 1989–1991 | 4     |